# Selección de fútbol sub-21 de Irlanda del Norte
La Selección de fútbol sub-21 de Irlanda del Norte es el equipo que representa al país en la Eurocopa Sub-21; y es controlado por la Asociación Irlandesa de Fútbol.

## Participaciones

### Eurocopa Sub-21
| Fase final de la Eurocopa Sub-21 | Fase final de la Eurocopa Sub-21 | Fase final de la Eurocopa Sub-21 | Fase final de la Eurocopa Sub-21 | Fase final de la Eurocopa Sub-21 | Fase final de la Eurocopa Sub-21 | Fase final de la Eurocopa Sub-21 | Fase final de la Eurocopa Sub-21 | Fase final de la Eurocopa Sub-21 |                | Clasificación  | Clasificación  | Clasificación  | Clasificación  | Clasificación  | Clasificación                      |  | Entrenador(es) |
| Año                              | Fase                             | Pos.                             | PJ                               | PG                               | PE                               | PP                               | GF                               | GC                               | PJ             | PG             | PE             | PP             | GF             | GC             |                                    |  | Entrenador(es) |
| 1978                             | No entró                         | No entró                         | No entró                         | No entró                         | No entró                         | No entró                         | No entró                         | No entró                         | No entró       | No entró       | No entró       | No entró       | No entró       | No entró       | Ninguno                            |  |                |
| 1980                             | No entró                         | No entró                         | No entró                         | No entró                         | No entró                         | No entró                         | No entró                         | No entró                         | No entró       | No entró       | No entró       | No entró       | No entró       | No entró       | Ninguno                            |  |                |
| 1982                             | No entró                         | No entró                         | No entró                         | No entró                         | No entró                         | No entró                         | No entró                         | No entró                         | No entró       | No entró       | No entró       | No entró       | No entró       | No entró       | Ninguno                            |  |                |
| 1984                             | No entró                         | No entró                         | No entró                         | No entró                         | No entró                         | No entró                         | No entró                         | No entró                         | No entró       | No entró       | No entró       | No entró       | No entró       | No entró       | Ninguno                            |  |                |
| 1986                             | No entró                         | No entró                         | No entró                         | No entró                         | No entró                         | No entró                         | No entró                         | No entró                         | No entró       | No entró       | No entró       | No entró       | No entró       | No entró       | Ninguno                            |  |                |
| 1988                             | No entró                         | No entró                         | No entró                         | No entró                         | No entró                         | No entró                         | No entró                         | No entró                         | No entró       | No entró       | No entró       | No entró       | No entró       | No entró       | Ninguno                            |  |                |
| 1990                             | No entró                         | No entró                         | No entró                         | No entró                         | No entró                         | No entró                         | No entró                         | No entró                         | No entró       | No entró       | No entró       | No entró       | No entró       | No entró       | Ninguno                            |  |                |
| 1992                             | No entró                         | No entró                         | No entró                         | No entró                         | No entró                         | No entró                         | No entró                         | No entró                         | No entró       | No entró       | No entró       | No entró       | No entró       | No entró       | Ninguno                            |  |                |
| 1994                             | No entró                         | No entró                         | No entró                         | No entró                         | No entró                         | No entró                         | No entró                         | No entró                         | No entró       | No entró       | No entró       | No entró       | No entró       | No entró       | Ninguno                            |  |                |
| 1996                             | No entró                         | No entró                         | No entró                         | No entró                         | No entró                         | No entró                         | No entró                         | No entró                         | No entró       | No entró       | No entró       | No entró       | No entró       | No entró       | Ninguno                            |  |                |
| 1998                             | No entró                         | No entró                         | No entró                         | No entró                         | No entró                         | No entró                         | No entró                         | No entró                         | No entró       | No entró       | No entró       | No entró       | No entró       | No entró       | Ninguno                            |  |                |
| 2000                             | No clasificó                     | No clasificó                     | No clasificó                     | No clasificó                     | No clasificó                     | No clasificó                     | No clasificó                     | No clasificó                     | 8              | 1              | 3              | 4              | 5              | 9              | Chris Nicholl                      |  |                |
| 2002                             | No clasificó                     | No clasificó                     | No clasificó                     | No clasificó                     | No clasificó                     | No clasificó                     | No clasificó                     | No clasificó                     | 10             | 2              | 2              | 6              | 12             | 21             | Roy Millar                         |  |                |
| 2004                             | No clasificó                     | No clasificó                     | No clasificó                     | No clasificó                     | No clasificó                     | No clasificó                     | No clasificó                     | No clasificó                     | 8              | 2              | 1              | 5              | 8              | 16             | Roy Millar                         |  |                |
| 2006                             | No entró                         | No entró                         | No entró                         | No entró                         | No entró                         | No entró                         | No entró                         | No entró                         | No entró       | No entró       | No entró       | No entró       | No entró       | No entró       | Ninguno                            |  |                |
| 2007                             | No clasificó                     | No clasificó                     | No clasificó                     | No clasificó                     | No clasificó                     | No clasificó                     | No clasificó                     | No clasificó                     | 4              | 2              | 0              | 2              | 10             | 7              | Roy Millar                         |  |                |
| 2009                             | No clasificó                     | No clasificó                     | No clasificó                     | No clasificó                     | No clasificó                     | No clasificó                     | No clasificó                     | No clasificó                     | 8              | 4              | 0              | 4              | 13             | 12             | Roy Millar, Steve Beaglehole       |  |                |
| 2011                             | No clasificó                     | No clasificó                     | No clasificó                     | No clasificó                     | No clasificó                     | No clasificó                     | No clasificó                     | No clasificó                     | 8              | 2              | 1              | 5              | 12             | 16             | Steve Beaglehole                   |  |                |
| 2013                             | No clasificó                     | No clasificó                     | No clasificó                     | No clasificó                     | No clasificó                     | No clasificó                     | No clasificó                     | No clasificó                     | 8              | 1              | 1              | 6              | 5              | 13             | Steve Beaglehole, Stephen Robinson |  |                |
| 2015                             | No clasificó                     | No clasificó                     | No clasificó                     | No clasificó                     | No clasificó                     | No clasificó                     | No clasificó                     | No clasificó                     | 8              | 1              | 0              | 7              | 3              | 17             | Stephen Robinson, Jim Magilton     |  |                |
| 2017                             | No clasificó                     | No clasificó                     | No clasificó                     | No clasificó                     | No clasificó                     | No clasificó                     | No clasificó                     | No clasificó                     | 10             | 0              | 2              | 8              | 6              | 18             | Jim Magilton                       |  |                |
| / 2019                           | No clasificó                     | No clasificó                     | No clasificó                     | No clasificó                     | No clasificó                     | No clasificó                     | No clasificó                     | No clasificó                     | 10             | 6              | 2              | 2              | 15             | 11             | Ian Baraclough                     |  |                |
| / 2021                           | No clasificó                     | No clasificó                     | No clasificó                     | No clasificó                     | No clasificó                     | No clasificó                     | No clasificó                     | No clasificó                     | 10             | 2              | 3              | 5              | 7              | 13             | Ian Baraclough, Andy Crosby        |  |                |
| / 2023                           | No clasificó                     | No clasificó                     | No clasificó                     | No clasificó                     | No clasificó                     | No clasificó                     | No clasificó                     | No clasificó                     | 8              | 2              | 1              | 5              | 8              | 18             | John Schofield                     |  |                |
| 2025                             | Por determinar                   | Por determinar                   | Por determinar                   | Por determinar                   | Por determinar                   | Por determinar                   | Por determinar                   | Por determinar                   | Por determinar | Por determinar | Por determinar | Por determinar | Por determinar | Por determinar | Por determinar                     |  |                |
| Total                            | -                                | 0/24                             | 0                                | 0                                | 0                                | 0                                | 0                                | 0                                | -              | 98             | 25             | 16             | 59             | 112            | 172                                |  |                |

## Partidos

### Últimos partidos y próximos encuentros

#### 2020
| Clasificatorio del Grupo H de la Eurocopa Sub-21 de 2021; 4 de septiembre | Malta | 0-2     | Irlanda del Norte          | Estadio Centenario, Ta'Qali, Malta |                           |
| 17:00                                                                     |       | Reporte | Larkin 58' · Parkhouse 68' | Árbitro(s): Michal Ocenáš          | Árbitro(s): Michal Ocenáš |

| Clasificatorio del Grupo H de la Eurocopa Sub-21 de 2021; 8 de septiembre | Irlanda del Norte | 0-1     | Dinamarca        | Ballymena Showgrounds, Ballymena, Irlanda del Norte |                        |
| 17:00                                                                     |                   | Reporte | Olsen 76' (pen.) | Árbitro(s): Igor Pajac                              | Árbitro(s): Igor Pajac |

| Clasificatorio del Grupo H de la Eurocopa Sub-21 de 2021; 9 de octubre | Irlanda del Norte | 2-3     | Finlandia                                | Ballymena Showgrounds, Ballymena, Irlanda del Norte |                                      |
| 18:00                                                                  | O'Neill 23', 59'  | Reporte | Stavitski 44' · Soisalo 62' · Skyttä 68' | Árbitro(s): Vitor Fernandes Ferreira                | Árbitro(s): Vitor Fernandes Ferreira |

| Clasificatorio del Grupo H de la Eurocopa Sub-21 de 2021; 13 de octubre | Irlanda del Norte | 1-0     | Ucrania | Ballymena Showgrounds, Ballymena, Irlanda del Norte |                          |
| 18:00                                                                   | O'Neill 61'       | Reporte |         | Árbitro(s): Barbeno Luca                            | Árbitro(s): Barbeno Luca |

| Clasificatorio del Grupo H de la Eurocopa Sub-21 de 2021; 17 de noviembre | Ucrania                                      | 3-0     | Irlanda del Norte | Kolos Stadium, Kovalivka, Ucrania |                          |
| 16:30                                                                     | Babohlo 68' · Isaienko 70' · Kukharevych 74' | Reporte |                   | Árbitro(s): Rauf Jabarov          | Árbitro(s): Rauf Jabarov |

#### 2021
| Clasificatorio del Grupo C de la Eurocopa Sub-21 de 2023; 3 de septiembre | Malta | vs. | Irlanda del Norte | TBA, Malta |  |

| Clasificatorio del Grupo C de la Eurocopa Sub-21 de 2023; 7 de septiembre | Irlanda del Norte | vs. | Eslovaquia | TBA, Irlanda del Norte |  |

| Clasificatorio del Grupo C de la Eurocopa Sub-21 de 2023; 8 de octubre | Rusia | vs. | Irlanda del Norte | TBA, Rusia |  |

| Clasificatorio del Grupo C de la Eurocopa Sub-21 de 2023; 12 de octubre | España | vs. | Irlanda del Norte | TBA, España |  |

| Clasificatorio del Grupo C de la Eurocopa Sub-21 de 2023; 12 de noviembre | Irlanda del Norte | vs. | Lituania | TBA, Irlanda del Norte |  |

| Clasificatorio del Grupo C de la Eurocopa Sub-21 de 2023; 16 de noviembre | Irlanda del Norte | vs. | Malta | TBA, Irlanda del Norte |  |

#### 2022
| Clasificatorio del Grupo C de la Eurocopa Sub-21 de 2023; 25 de marzo | Eslovaquia | vs. | Irlanda del Norte | TBA, Eslovaquia |  |

| Clasificatorio del Grupo C de la Eurocopa Sub-21 de 2023; 29 de marzo | Irlanda del Norte | vs. | Rusia | TBA, Irlanda del Norte |  |

| Clasificatorio del Grupo C de la Eurocopa Sub-21 de 2023; 3 de junio | Irlanda del Norte | vs. | España | TBA, Irlanda del Norte |  |

| Clasificatorio del Grupo C de la Eurocopa Sub-21 de 2023; 7 de junio | Lituania | vs. | Irlanda del Norte | TBA, Lituania |  |

## Jugadores

### Equipo actual
Los siguientes jugadores fueron nombrados en un campo de entrenamiento de preparación para los clasificatorios de la Euro 2023 Sub-21.
Partidos y goles actualizados al 17 de noviembre de 2020 tras el partido contra  Ucrania. Los nombres en negrita denotan a los jugadores que han sido internacionales con la selección absoluta.
| No. | Pos.           | Jugador              | Fecha de nacimiento (edad)         | Pdos. | Goles | Club                |
|     | Portero        | Liam Hughes          | 19 de agosto de 2001 (19 años)     | 2     | 0     | Celtic              |
|     | Portero        | Oliver Webber        | 26 de junio de 2000 (20 años)      | 1     | 0     | Crystal Palace      |
|     | Defensa        | Jack Scott           | 22 de septiembre de 2002 (18 años) | 3     | 0     | Wolves              |
|     | Defensa        | Daniel Finlayson     | 19 de enero de 2001 (20 años)      | 1     | 0     | Saint Mirren        |
|     | Defensa        | Trai Hume            | 18 de marzo de 2002 (19 años)      | 1     | 0     | Ballymena United    |
|     | Defensa        | Aaron Donnelly       | 27 de marzo de 2000 (20 años)      | 0     | 0     | Cliftonville        |
|     | Defensa        | Sam McClelland       | 4 de enero de 2002 (19 años)       | 0     | 0     | Chelsea             |
|     | Defensa        | Finn Cousin-Dawson   | 4 de julio de 2002 (18 años)       | 0     | 0     | Bradford City       |
|     | Defensa        | Sean Stewart         | 21 de enero de 2003 (18 años)      | 0     | 0     | Norwich City        |
|     | Defensa        | Aaron Donnelly       | 8 de junio de 2003 (17 años)       | 0     | 0     | Nottingham Forest   |
|     | Centrocampista | Ethan Galbraith      | 11 de mayo de 2001 (19 años)       | 11    | 0     | Manchester United   |
|     | Centrocampista | Amrit Bansal-McNulty | 16 de marzo de 2000 (21 años)      | 2     | 0     | Queens Park Rangers |
|     | Centrocampista | JJ McKiernan         | 18 de enero de 2002 (19 años)      | 2     | 0     | Watford             |
|     | Centrocampista | Barry Baggley        | 11 de enero de 2002 (19 años)      | 0     | 0     | Fleetwood Town      |
|     | Centrocampista | Ben Wylie            | 29 de junio de 2002 (18 años)      | 0     | 0     | Celtic              |
|     | Centrocampista | Aidan Steele         | 20 de octubre de 2002 (18 años)    | 0     | 0     | Crystal Palace      |
|     | Centrocampista | Liam Ravenhill       | 28 de noviembre de 2002 (18 años)  | 0     | 0     | Doncaster Rovers    |
|     | Delantero      | Paul O'Neill         | 7 de enero de 2000 (21 años)       | 6     | 3     | Cliftonville        |
|     | Delantero      | Liam Smyth           | 6 de septiembre de 2001 (19 años)  | 0     | 0     | Stevenage           |
|     | Delantero      | Chris Conn           | 22 de noviembre de 2001 (19 años)  | 0     | 0     | Fleetwood Town      |
|     | Delantero      | Ben Wilson           | 5 de diciembre de 2001 (19 años)   | 0     | 0     | Brighton            |
|     | Delantero      | Eoin Teggart         | 6 de febrero de 2002 (19 años)     | 0     | 0     | Portsmouth          |

### Llamadas recientes
| Pos. | Jugador           | Fecha de nacimiento (edad)         | Pdos. | Goles | Club             | Último llamado                    |
| Defensa | Kofi Balmer       | 19 de septiembre de 2000 (20 años) | 9     | 0     | Ballymena United | vs. Ucrania; 17 de noviembre      |
| Centrocampista | Alfie McCalmont   | 25 de marzo de 2000 (20 años)      | 11    | 1     | Oldham Athletic  | vs. Ucrania; 17 de noviembre      |
| Centrocampista | Caolan Boyd-Munce | 26 de enero de 2000 (21 años)      | 11    | 0     | Birmingham City  | vs. Ucrania; 17 de noviembre      |
| Centrocampista | Andy Scott        | 19 de junio de 2000 (20 años)      | 1     | 0     | Larne            | vs. Ucrania; 17 de noviembre      |
| Centrocampista | Luke Wilson       | 15 de febrero de 2000 (21 años)    | 0     | 0     | Portadown        | vs. Ucrania; 17 de noviembreCOVID |
| Delantero | Chris McKee       | 7 de mayo de 2002 (18 años)        | 0     | 0     | Rangers          | vs. Ucrania; 17 de noviembre      |
| Delantero | Harry Robinson    | 26 de septiembre de 2000 (20 años) | 1     | 0     | Motherwell       | vs. Dinamarca; 8 de septiembre    |
| COVID = El jugador se retiró debido a una prueba de COVID positiva o por estar en contacto cercano con alguien con una prueba de COVID positiva. LES = El jugador se retiró del equipo antes de que se hubiera jugado ningún partido. PRE = escuadrón preliminar / en espera. ABS = Jugador se retiró de la plantilla debido a una llamada al selección absoluta. SUS = Suspendido de la selección nacional. RET= Se retiró por otras razones. |                   |                                    |       |       |                  |                                   |

## Datos de jugadores

### Más participaciones
| Pos. | Jugador          | Período   | Partidos | Goles | Primer encuentro                        | Último encuentro                             |
| 1    | Liam Donnelly    | 2012-2018 | 24       | 5     | vs. Inglaterra; 13 de noviembre de 2012 | vs. Eslovaquia; 16 de octubre de 2018        |
| 2    | Sean Friars      | 1998-2001 | 21       | 2     | vs. Suiza; 21 de abril de 1998          | vs. República Checa; 8 de junio de 2001      |
| 3    | Terry McFlynn    | 2000-2003 | 19       | 2     | vs. Malta; 28 de marzo de 2000          | vs. Grecia; 10 de octubre de 2003            |
| 3    | Rory McArdle     | 2006-2008 | 19       | 1     | vs. Israel; 6 de febrero de 2006        | vs. Rumania; 26 de marzo de 2008             |
| 3    | Thomas Stewart   | 2006-2008 | 19       | 4     | vs. Israel; 6 de febrero de 2006        | vs. Rumania; 26 de marzo de 2008             |
| 6    | Chris Casement   | 2007-2009 | 18       | 2     | vs. Gales; 6 de febrero de 2007         | vs. República Checa; 17 de noviembre de 2009 |
| 6    | Cameron Dummigan | 2014-2018 | 18       | 0     | vs. Serbia; 9 de septiembre de 2014     | vs. Eslovaquia; 16 de octubre de 2018        |
| 8    | Jeff Whitley     | 1998-2000 | 17       | 1     | vs. Suiza; 21 de abril de 1998          | vs. Islandia; 10 de octubre de 2000          |
| 8    | Ciarán Toner     | 2000-2003 | 17       | 1     | vs. Malta; 28 de marzo de 2000          | vs. Grecia; 1 de abril de 2003               |
| 8    | Josh Magennis    | 2009-2012 | 17       | 4     | vs. Portugal; 11 de agosto de 2009      | vs. Inglaterra; 13 de noviembre de 2012      |
| 8    | David Parkhouse  | 2017-2020 | 17       | 3     | vs. Estonia; 8 de junio de 2017         | vs. Dinamarca; 8 de septiembre de 2020       |

### Más goles
| Pos. | Jugador         | Período   | Goles | Partidos | Goles por partido | Primer encuentro                      | Último encuentro                                 |
| 1    | Liam Donnelly   | 2012–2018 | 5     | 24       | 0.21              | vs. Estonia; 8 de junio de 2017       | vs. España; 11 de septiembre de 2018             |
| 1    | Shayne Lavery   | 2016–2020 | 5     | 14       | 0.36              | vs. Albania; 10 de noviembre de 2017  | vs. México; 25 de marzo de 2019                  |
| 3    | Adrian Coote    | 1998–1999 | 4     | 12       | 0.33              | vs. Suiza; 21 de abril de 1998        | vs. Francia; 17 de agosto de 1999                |
| 3    | David Healy     | 1998–1999 | 4     | 8        | 0.50              | vs. Moldavia; 17 de noviembre de 1998 | vs. Francia; 17 de agosto de 1999                |
| 3    | Sam Morrow      | 2005–2006 | 4     | 4        | 1.00              | vs. Escocia; 8 de febrero de 2005     | vs. Liechtenstein; 12 de abril de 2006           |
| 3    | Thomas Stewart  | 2006–2008 | 4     | 19       | 0.21              | vs. Escocia; 16 de mayo de 2006       | vs. Rumania; 26 de marzo de 2008                 |
| 3    | Josh Magennis   | 2009–2012 | 4     | 17       | 0.24              | vs. Islandia; 8 de septiembre de 2009 | vs. Macedonia del Norte; 7 de septiembre de 2012 |
| 3    | Oliver Norwood  | 2009–2012 | 4     | 11       | 0.36              | vs. Alemania; 13 de noviembre de 2009 | vs. San Marino; 2 de marzo de 2010               |
| 9    | Gary Hamilton   | 2000–2001 | 3     | 12       | 0.25              | vs. Gales; 2 de junio de 2000         | vs. Islandia; 10 de octubre de 2000              |
| 9    | Mo Harkin       | 2000–2001 | 3     | 9        | 0.33              | vs. Malta; 28 de marzo de 2000        | vs. Islandia; 10 de octubre de 2000              |
| 9    | Grant McCann    | 2000–2001 | 3     | 11       | 0.27              | vs. Islandia; 10 de octubre de 2000   | vs. Malta; 5 de octubre de 2001                  |
| 9    | Lee McEvilly    | 2002–2003 | 3     | 9        | 0.33              | vs. Escocia; 6 de septiembre de 2002  | vs. Grecia; 1 de abril de 2003                   |
| 9    | Chris Turner    | 2006-2008 | 3     | 12       | 0.25              | vs. Moldavia; 1 de junio de 2007      | vs. Luxemburgo; 16 de noviembre de 2017          |
| 9    | Andrew Little   | 2008-2010 | 3     | 6        | 0.50              | vs. Escocia; 6 de septiembre de 2002  | vs. San Marino; 3 de septiembre de 2010          |
| 9    | Billy Kee       | 2009-2011 | 3     | 10       | 0.30              | vs. Islas Feroe; 10 de agosto de 2011 | vs. Islas Feroe; 10 de agosto de 2011            |
| 9    | David Parkhouse | 2017-2020 | 3     | 17       | 0.17              | vs. Estonia; 8 de junio de 2017       | vs. Malta; 4 de septiembre de 2020               |
| 9    | Paul O'Neill    | 2019-     | 3     | 6        | 0.50              | vs. Finlandia; 9 de octubre de 2020   | vs. Ucrania; 13 de octubre de 2020               |

## Entrenadores
| DT                                                             | Primer encuentro                            | Último encuentro                     | PJ  | PG | PE | PP | GF  | GC  | Dif. | % de Victoria | % de Empates | % de Perdidas |
| Danny Blanchflower                                             | vs. Irlanda; 8 de marzo de 1978             | vs. Irlanda; 8 de marzo de 1978      | 1   | 0  | 1  | 0  | 1   | 1   | 0    | 0,00          | 100,00       | 0,00          |
| Billy Bingham                                                  | vs. Israel; 3 de abril de 1990              | vs. Israel; 3 de abril de 1990       | 1   | 1  | 0  | 0  | 2   | 1   | +1   | 100,00        | 0,00         | 0,00          |
| Bryan Hamilton                                                 | vs. Rumania; 22 de marzo de 1994            | vs. Rumania; 22 de marzo de 1994     | 1   | 0  | 1  | 0  | 0   | 0   | 0    | 0,00          | 100,00       | 0,00          |
| Roy Millar                                                     | vs. Suiza; 21 de abril de 1998              | vs. Suiza; 21 de abril de 1998       | 1   | 1  | 0  | 0  | 2   | 1   | +1   | 100,00        | 0,00         | 0,00          |
| Chris Nicholl                                                  | vs. Escocia; 20 de mayo de 1998             | vs. Finlandia; 8 de octubre de 1999  | 13  | 3  | 5  | 5  | 11  | 13  | -2   | 23,08         | 38,46        | 38,46         |
| Roy Millar                                                     | vs. Malta; 28 de marzo de 2000              | vs. Rumania; 26 de marzo de 2008     | 48  | 18 | 8  | 22 | 64  | 79  | -15  | 37,50         | 16,67        | 45,83         |
| Steve Beaglehole                                               | vs. Polonia; 19 de agosto de 2008           | vs. Serbia; 15 de noviembre de 2011  | 21  | 4  | 3  | 14 | 23  | 39  | -16  | 19,05         | 14,28        | 66,67         |
| Steve Robinson                                                 | vs. Macedonia del Norte; 10 de mayo de 2012 | vs. Serbia; 15 de octubre de 2013    | 10  | 0  | 0  | 10 | 5   | 24  | -19  | 0,00          | 0,00         | 100,00        |
| Jim Magilton*                                                  | vs. Italia; 14 de noviembre de 2013         | vs. Francia; 11 de octubre de 2016   | 14  | 1  | 2  | 11 | 8   | 27  | -19  | 7,14          | 14,29        | 78,57         |
| Ian Baraclough                                                 | vs. Estonia; 8 de junio de 2017             | vs. Rumania; 19 de noviembre de 2019 | 19  | 9  | 6  | 4  | 22  | 19  | +3   | 47,37         | 31,58        | 21,05         |
| Andy Crosby**                                                  | vs. Malta; 4 de septiembre de 2020          | -                                    | 5   | 2  | 0  | 3  | 5   | 7   | -2   | 40.00         | 0,00         | 60,00         |
| Total                                                          | Total                                       | Total                                | 134 | 39 | 26 | 69 | 143 | 211 | -68  | 29,10         | 19,40        | 51,50         |
| *=Primeros dos juegos como técnico interino **= Actual técnico |                                             |                                      |     |    |    |    |     |     |      |               |              |               |